# Информационный киоск
Информационный киоск (информационный терминал, инфокиоск, инфомат) — автоматизированный программно-аппаратный комплекс, предназначенный для предоставления справочной информации. В отличие от обычного справочного киоска, электронный информационный киоск работает автономно.

## История
Первый интерактивный киоск самообслуживания был разработан в 1977 году в Университете Иллинойса Мюрреем Лаппе на основе компьютерной системе PLATO. Система предоставляла информацию о курсах, мероприятиях или других событиях. Подобные системы нашли широкое применение. Они были использованы на выставке ЭКСПО-92 в Севилье, на Олимпийских играх в 1984 году, на конференции CHI’89 в Остине, штат Техас.